# Khirbet Samara

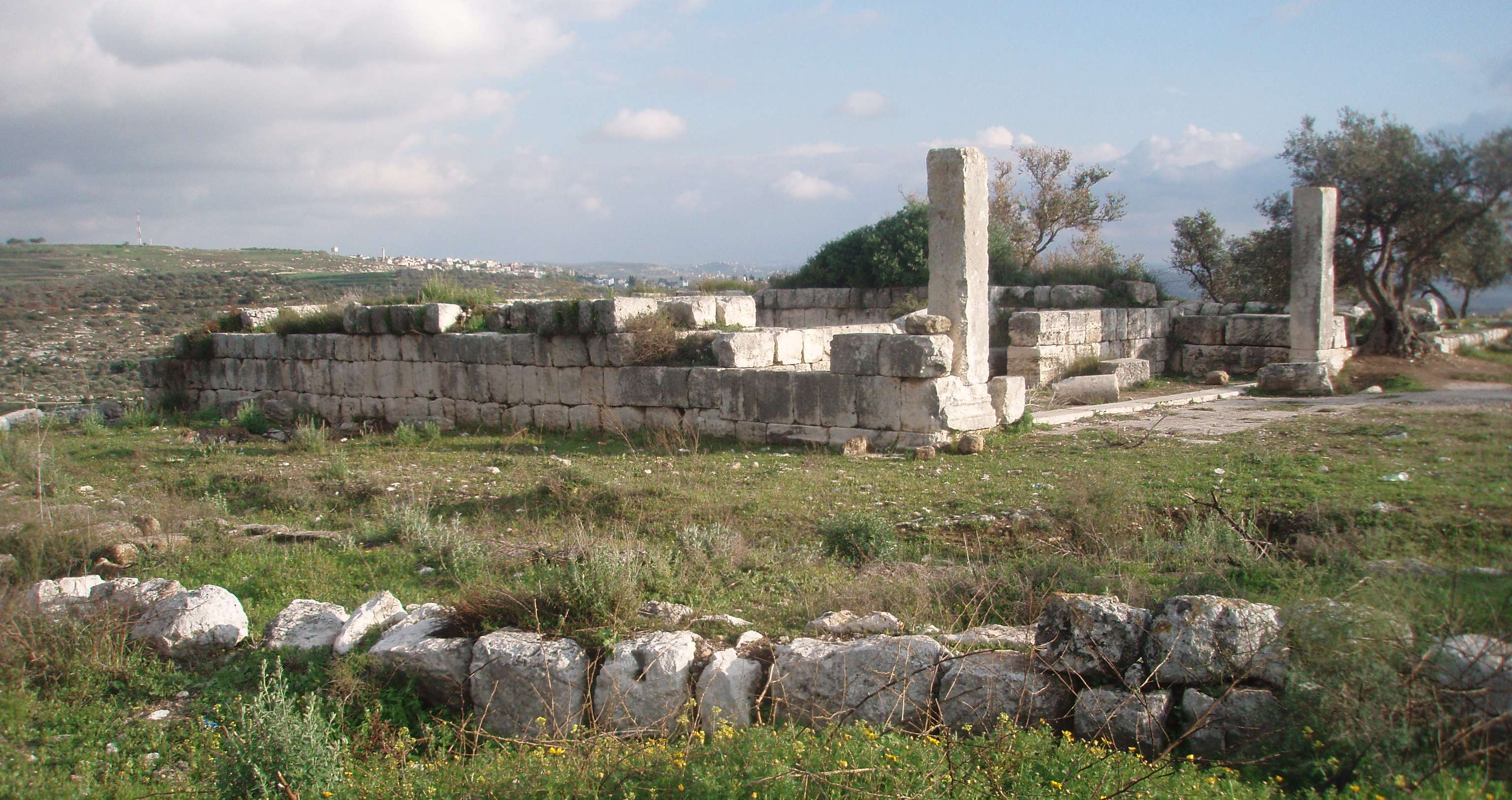
Ruine der samaritanischen Synagoge von Khirbet Samara (2014)

Khirbet Samara (hebräisch ח'ירבת סמארה) ist eine archäologische Stätte im israelisch besetzten Westjordanland. Sie befindet sich im Gouvernement Tulkarm der Palästinensischen Autonomiebehörde und ist vor allem bekannt durch ihre spätantike samaritanische Synagoge.

## Name und Lage
Khirbet bezeichnet eine Ruinenstätte; Samara ist ein semitischer Ortsname unbekannten Ursprungs. Im Survey of Western Palestine wird der Ortsname als Deir Serûr („Kloster Serûr“) verzeichnet.
Khirbet Samara liegt im Kernbereich des spätantiken samaritanischen Siedlungsgebiets um Flavia Neapolis (Nablus), an der alten Straße von Nablus nach Tulkarm. Die Ruinen befinden sich auf der Kuppe eines Hügels.

## Siedlungsgeschichte
Die Synagoge wurde im 4. oder 5. Jahrhundert erbaut und während der samaritanischen Aufstände gegen die byzantinische Regierung im 6. Jahrhundert beschädigt. Notdürftig restauriert, bestand sie bis in die frühislamische Zeit weiter. Nahe bei der Apsis der Synagoge befanden sich ein Relief mit Darstellung eines Toraschreins und eine samaritanische Mikwe. Räumliche Nähe von Synagoge und Mikwe ist kennzeichnend für einen samaritanischen Kontext, während beide Anlagen in spätantiken jüdischen Siedlungen deutlich getrennt waren.

## Synagoge
Yitzhak Magen bringt als Ausgräber der samaritanischen Synagogen im Westjordanland ihre Erbauung mit dem Erstarken des Christentums in der Region, bei gleichzeitig schwindender Bedeutung paganer Kulte, in Verbindung. Darauf habe der samaritanische Reformer Baba Rabba mit dem Synagogenbau reagiert. In Khirbet Samara wurde die samaritanische Synagoge über einem paganen Kultgebäude errichtet. Die Synagoge ist zum für Samaritaner heiligen Berg Garizim ausgerichtet; eine leichte Abweichung wird mit der Nutzung vorhandener älterer Bausubstanz erklärt.

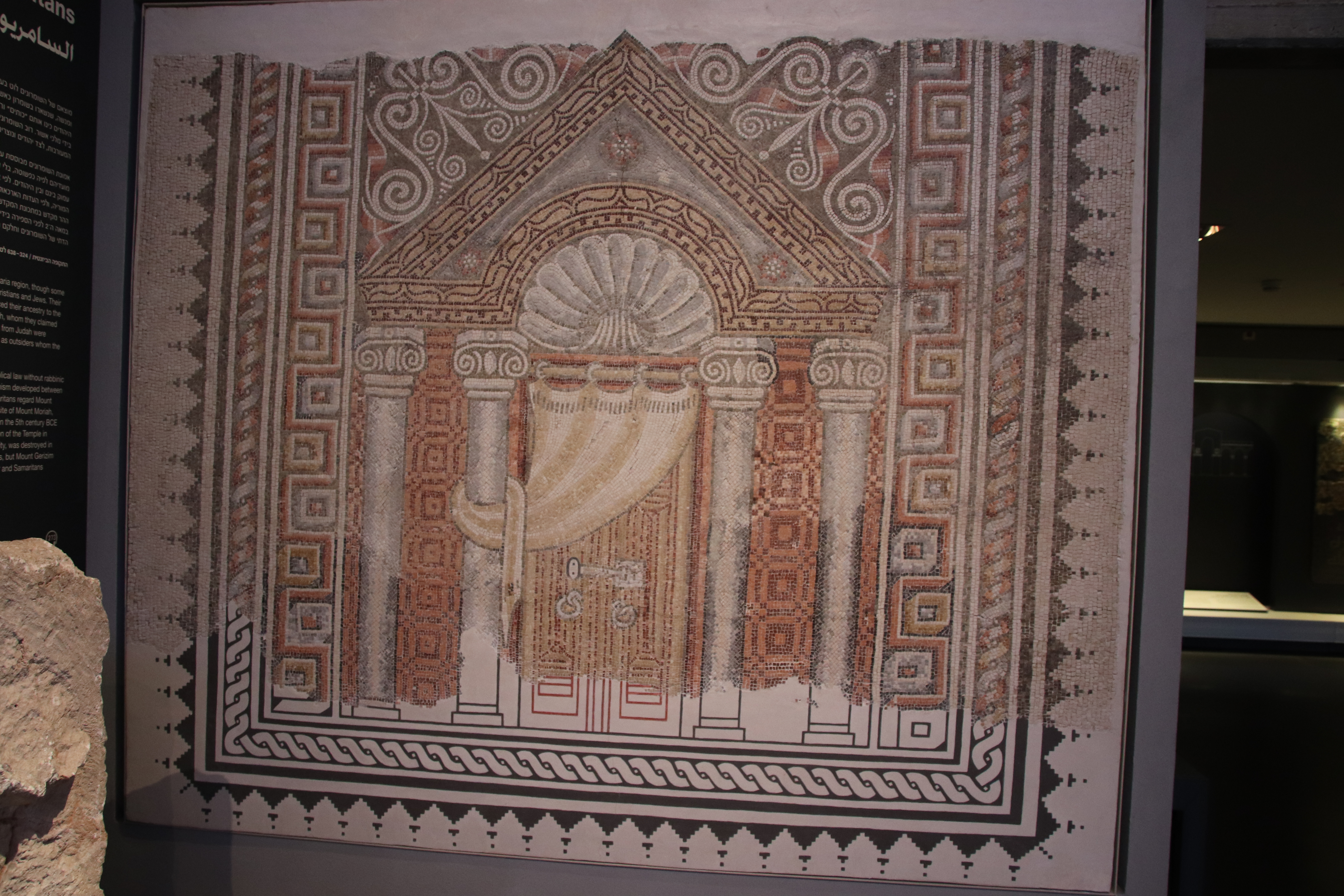
Präsentation des Mosaikfußbodens der samaritanischen Synagoge im Israel-Museum (2018)

Der Hauptraum misst 15 × 8,4 m; die massiven Längswände trugen ein Tonnengewölbe. Der Zugang erfolgt über ein großes Atrium von Nordwesten, das von zwei Pfeilern flankiert wird. In der Mitte der Südostwand befindet sich eine Apsis. Es gibt an den Wänden umlaufende getreppte steinerne Sitzbänke. Das ältere Bodenmosaik des Hauptraums wurde durch eine Pflasterung mit Kalksteinplatten verdeckt. Im Bereich der Apsis gefundene Aschenreste könnten auf einen hölzernen Toraschrein hinweisen.
Das Bodenmosaik des Hauptraums bietet eine Architekturdarstellung (Tetrapylon). Im Zentrum ist wahrscheinlich ein Toraschrein mit geschlossenen Türen zu sehen, teils durch einen Vorhang verdeckt, der um die linke der beiden den Schrein flankierenden Säulen geschlungen ist.

## Forschungsgeschichte
Die archäologische Stätte wurde erstmals 1882 im Rahmen des Survey of Western Palestine beschrieben. Im Osten der Anlage wurde ein auffälliges Gebäude aus byzantinischer Zeit festgestellt, aber nicht als Synagoge erkannt. „Dieses Gebäude könnte vielleicht eine Kirche gewesen sein, hat aber keine Apsis an der Ostseite.“ Außerdem stellte der Survey Reste einer Umwallung, Zisternen und mehrere Türme fest. Im Westen befand sich die Ruine eines weiteren großen Gebäudes.
Yitzhak Magen leitete die Ausgrabungen der Jahre 1991/92. Die Bodenmosaiken wurden nach ihrer Freilegung entfernt und befinden sich teils im Good Samaritan Museum (bei Maʿale Adummim), teils im Israel-Museum in Jerusalem.